# NGC 3661
NGC 3661 est une vaste galaxie lenticulaire vue par la tranche et située dans la constellation de la Coupe. NGC 3661 a été découverte par l'astronome germano-britannique William Herschel en 1786. Cette galaxie a aussi été observée par l'astronome américain Ormond Stone le 1er janvier 1889 et elle a été inscrite à l'Index Catalogue sous la cote IC 689.

## Caractéristiques
Sa vitesse par rapport au fond diffus cosmologique est de 7 170 ± 40 km/s, ce qui correspond à une distance de Hubble de 105,8 ± 7,4 Mpc (∼345 millions d'al).